# Thomas Bahnson Stanley
Thomas Bahnson Stanley, född 16 juli 1890 i Henry County, Virginia, död 10 juli 1970 i Martinsville, Virginia, var en amerikansk demokratisk politiker. Han var ledamot av USA:s representanthus 1946–1953 och Virginias guvernör 1954–1958.
Stanley studerade vid Eastman Business College i Poughkeepsie och återvände efter studierna till Virginia där han var verksam som affärsman och inom jordbrukssektorn. Han var talman i Virginias delegathus, underhuset i delstatens lagstiftande församling, 1942–1946. Thomas G. Burch avgick 1946 från representanthuset och Stanley vann fyllnadsvalet. År 1953 efterträddes Stanley i representanthuset av partikamraten William M. Tuck.
Stanley efterträdde 1954 John S. Battle som guvernör och efterträddes 1958 av James Lindsay Almond. Enligt Brown mot skolstyrelsen av år 1954 var USA:s skolor skyldiga att acceptera barn oavsett ras. Stanley intog en moderat attityd i rasfrågan, medan senator Harry F. Byrd, en mäktig politisk boss i Virginia, hörde till de hårdnackade försvararna av rassegregeringen. Byrd och hans anhängare var inte villiga att godta Stanleys första förslag att Virginia helt enkelt följer utslaget av USA:s högsta domstol och integrerar skolorna. I den situationen gav Stanley efter och lät förespråkarna av rassegregeringen komma med en alternativ plan som sedan kallades Stanleyplanen. Den planen följde Harry F. Byrds tolkning av grundlagen, nämligen att delstater inte behövde bry sig om ensidiga order från federal nivå. Enligt den nya planen var det möjligt för guvernören att stänga alla integrerade skolor. En första plan hade tillåtit myndigheter på lokal nivå i Virginia att integrera om de så vill. Medan Stanley godkände planen, hann han inte vidta några konkreta åtgärder mot skolor som påbörjade integreringsprocessen innan han lämnade guvernörsämbetet år 1958. Metodisten och frimuraren Stanley avled 1970 och gravsattes på begravningsplatsen Roselawn Burial Park i Martinsville.